# レークイオ・ベッリア
レークイオ・ベッリア（伊: Lequio Berria）は、イタリア共和国ピエモンテ州クーネオ県にある、人口約500人の基礎自治体（コムーネ）。

## 地理

### 位置・広がり

#### 隣接コムーネ
隣接するコムーネは以下の通り。
- アルバレット・デッラ・トッレ
- アルグエッロ
- ベネヴェッロ
- ボルゴマーレ
- ボージア
- クラヴァンツァーナ
- ロデッロ

#### 地震分類
イタリアの地震リスク階級 (it) では、4 
に分類される。